# Müggelspree

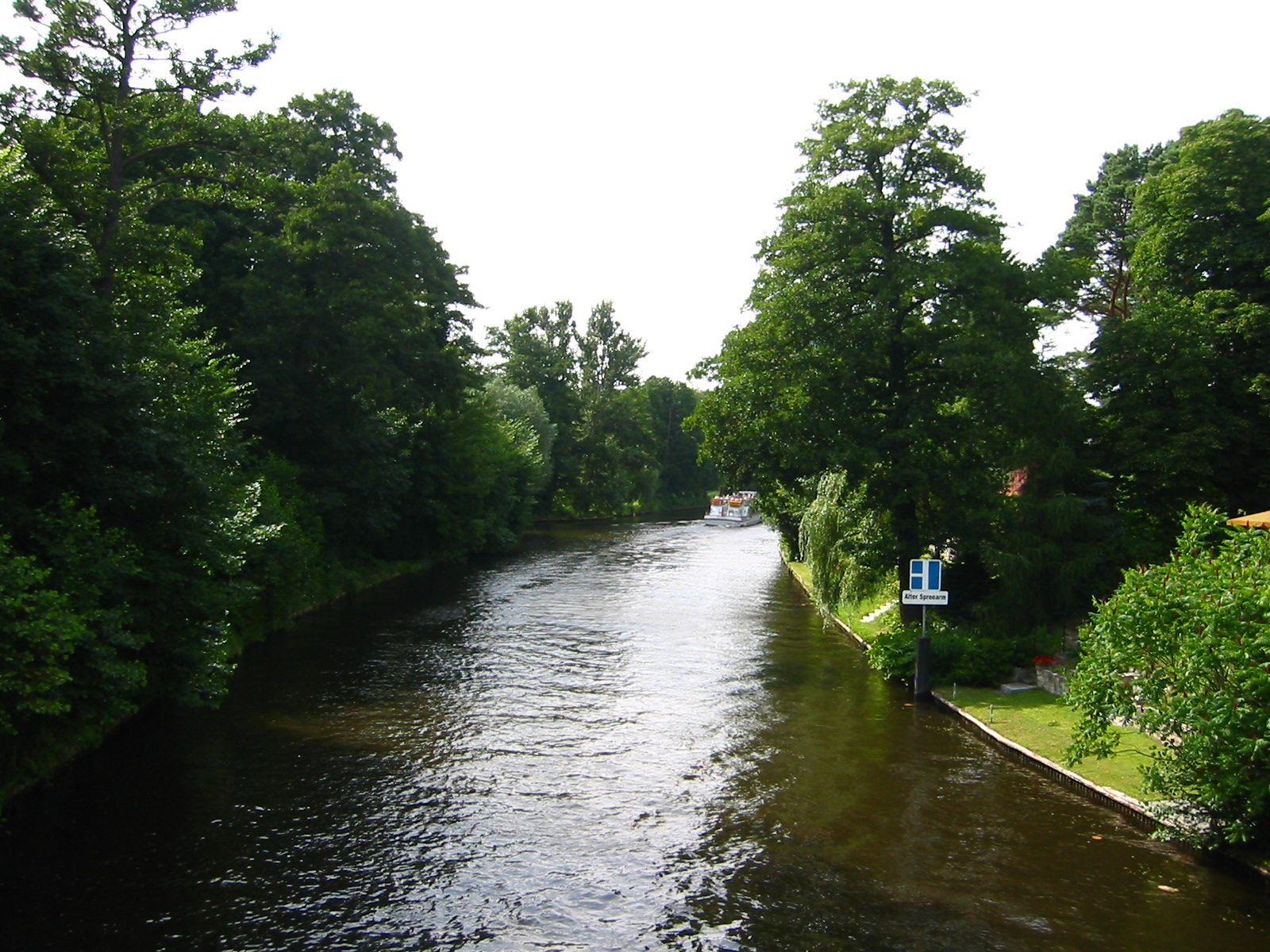
Müggelspree von der Triglawbrücke kurz westlich des Dämeritzsees

Mit Müggelspree wird ein Abschnitt der Spree in den deutschen Bundesländern Brandenburg und Berlin bezeichnet. Der Brandenburger Teil der Müggelspree beginnt im Osten am Wehr Große Tränke (Fürstenwalder Spree), vier Kilometer westlich der Stadt Fürstenwalde/Spree. Dieses Wehr wurde im Zuge des 1891 eröffneten Oder-Spree-Kanals gebaut, um den Wasserstand in der Fürstenwalder Spreestrecke zu halten. Seitdem haben nur noch kleinere Fahrzeuge mittels einer Bootsschleppe einen Durchgang neben dem Wehr. Bis zum Dämeritzsee hat die Müggelspree lediglich wasserwirtschaftliche Bedeutung. Nach Verlassen des Brandenburger Landesgebietes mündet sie in den Dämeritzsee ein. Von hier ab bis Köpenick gehört die Müggelspree (MgS) mit 11,85 Kilometer Länge als Wasserstraßenklasse III zur Bundeswasserstraße Spree-Oder-Wasserstraße, für die das Wasserstraßen- und Schifffahrtsamt Spree-Havel zuständig ist.
Der zweite Teil der Müggelspree beginnt im Westteil des Dämeritzsees und verläuft für zunächst gut drei Kilometer durch die Berliner Ortslagen Hessenwinkel, Neu-Venedig, Siedlung Schönhorst und den Ortsteil Rahnsdorf im Bezirk Treptow-Köpenick. Zwischen Rahnsdorf/Kruggasse und Müggelheim/Spreewiesen verkehrt in den Sommermonaten die einzige Ruderfährlinie Deutschlands. In Rahnsdorf am Entenwall bildet die Müggelspree auf rund 500 Metern den Kleinen Müggelsee, bevor sie an der Kelchsecke in den Großen Müggelsee mündet, den sie auf seiner ganzen Länge von 3,5 Kilometern durchfließt. Anschließend wird die Spree für weitere vier Kilometer in Richtung Westen, vorbei am Ortsteil Friedrichshagen und der Ortslage Hirschgarten, noch Müggelspree genannt, bevor sie ab dem Zusammenfluss mit der Dahme in Köpenick als Treptower Spree bezeichnet wird.
Südlich der Müggelspree befindet sich das Europäische Vogelschutzgebiet Müggelspree, durch das der Gosener Kanal in den Seddinsee führt.